# Brian Onyango
Brian Mandela Onyango (sinh ngày 24 tháng 7 năm 1994) là một cầu thủ bóng đá người Kenya hiện tại thi đấu cho đội bóng Nam Phi Maritzburg United ở Premier Soccer League và đội tuyển quốc gia Kenya ở vị trí hậu vệ.

## Bàn thắng quốc tế
Tính đến trận đấu diễn ra ngày 31 tháng 5 năm 2016. Tỉ số của Kenya được liệt kê đầu tiên, cột tỉ số biểu thị tỉ số sau mỗi bàn thắng của Onyango.
| # | Ngày                 | Địa điểm                                       | Số trận | Đối thủ    | Tỉ số | Kết quả | Giải đấu                 |
| - | -------------------- | ---------------------------------------------- | ------- | ---------- | ----- | ------- | ------------------------ |
| 1 | 15 tháng 11 năm 2011 | Sân vận động Quốc gia Nyayo, Nairobi, Kenya    | 2       | Seychelles | 1–0   | 4–0     | Vòng loại World Cup 2014 |
| 2 | 31 tháng 5 năm 2016  | Trung tâm Thể thao Quốc tế Moi, Nairobi, Kenya | 19      | Sudan      | 1–1   | 4–1     | Giao hữu                 |